# Sparrenpiewie
De sparrenpiewie (Contopus cooperi) is een zangvogel uit de familie Tyrannidae (tirannen). Deze vogel is genoemd naar de Amerikaanse natuuronderzoeker William C. Cooper (1798-1864).

## Verspreiding en leefgebied
Deze soort broedt in Noord-Amerika, meer bepaald in grote delen van Canada, het westen van de Verenigde Staten en in het oosten onder meer in New England. De sparrenpiewie overwintert in het noorden van Zuid-Amerika en in veel beperktere mate ook in delen van Centraal-Amerika.

Verspreiding van de sparrenpiewie. Oranje: broedgebied; Blauw: overwinteringsgebied; Geel: passant.